# Platymiscium trifoliolatum
Platymiscium trifoliolatum är en ärtväxtart som beskrevs av George Bentham. Platymiscium trifoliolatum ingår i släktet Platymiscium och familjen ärtväxter. Inga underarter finns listade i Catalogue of Life.

## Bildgalleri